# 汪清镇
汪清镇，是中华人民共和国吉林省延边朝鲜族自治州汪清县下辖的一个乡镇级行政单位。汪清镇面积为242.37平方公里，总人口1.23万人，镇政府驻地在老村村边界。

## 行政区划
汪清镇下辖以下地区：
汪清村、城关村、大川村、河北村、夹皮沟村、柳树河村、春和村、砂南村、沙东村、沙北村、东振村、老村、西崴子村和东明村。
2017年前，县政府在汪清镇境内的汪清县主城区设有8个社区工作委员会：南山、大明、大川、幸福、新民、新华、东振和江北。2017年1月19日吉林省政府批复设立大川街道、新民街道和长荣街道，8个社区工作委员会划入新成立的3个街道。